# Studiefrämjandet
Studiefrämjandet är ett svenskt studieförbund som bildades 1959 genom att Jordbrukare-Ungdomens Förbund avknoppade sin bildningsverksamhet i en separat organisation. Organisationen är särskilt inriktad på verksamhet om natur, djur, miljö och kultur.

## Organisation
Studiefrämjandet har 19 medlemsorganisationer.

### Medlemsorganisationer
- Adoptionscentrum
- Friluftsfrämjandet
- Fältbiologerna
- Förbundet Skog och Ungdom
- Jordbrukare-Ungdomens Förbund
- Jordens Vänner
- Koloniträdgårdsförbundet
- Naturskyddsföreningen
- Riksförbundet Hem och Skola
- Riksförbundet 4H
- Svenska Brukshundklubben
- Svenska Jägareförbundet
- Svenska Kennelklubben
- Svenska Turistföreningen
- Svensk Lives unga arrangörsnätverk
- Sveriges Hundungdom
- Sveriges Ornitologiska Förening - Birdlife Sverige
- Sveriges Sportfiske- och Fiskevårdsförbund (Sportfiskarna)
- Sverok - Spelhobbyförbundet

### Ledning

#### Förbundsordförande
- Anders Manheden 2009–2013
- Tommy Winberg 2013–2021
- Andrea Rodriguez 2021
- Anna Håkansson 2021–

#### Förbundschef
- Tjia Torpe 2009–2013
- Johnny Nilsson 2013–2017
- Gustav Öhrn 2017–2021
- Andrea Rodriguez 2021–

## Finansiering
Studiefrämjandet finansieras i huvudsak av statsbidraget till studieförbund, som fördelas av Folkbildningsrådet.

## Verksamhet
Studiefrämjandet bedriver verksamhet över hela Sverige med hjälp av cirka 400 anställda och 15 000 studiecirkelledare.
Studiefrämjandet ger ut tidskriften Cirkeln.
Studiefrämjandet är tillsammans med Föreningen 4H huvudman för Valla Folkhögskola i Linköping.
Tillsammans med trädgårdsjournalisten Gunnel Carlson och Riksförbundet Svensk trädgård arrangerar organisationen trädgårdsvisningsarrangemanget Tusen trädgårdar.

### Musikverksamhet
Organisationen driver musikhus, replokaler och konsertscener över hela landet. Nemis, New music in Sweden, är en ambulerande scen där oetablerade band får möjlighet att spela för en större publik. Nemis-scenen är ett återkommande inslag på bland annat Putte i Parken, Umeå Open och Sticky Fingers. Nemis har funnits på Sweden Rockfestivalen sedan 2005. Några exempel på band som spelat på Nemis är VA Rocks, Sonic Syndicate, Browsing Collection och Ammotrack.
Livekarusellen är en musiktävling som samlar musiker och artister från hela Sverige. Deltävlingar hålls lokalt och avslutas med en riksfestival där vinnare utses. Livekarusellen har arrangerats sedan 2008. Sedan några år tillbaka arrangeras även Danskarusellen, som har ett liknande upplägg med fokus på dans.